# Giacomo Cavalieri
 Giacomo Cavalieri (né à Rome, alors capitale des États pontificaux, en 1565 et mort à Tivoli, le 28 janvier 1629) est un cardinal italien du XVIIe siècle.

## Repères biographiques
Cavalieri est notamment référendaire au tribunal suprême de la Signature apostolique, gouverneur de Faenza, gouverneur de Città di Castello, auditeur à la Rote romaine et dataire du Saint-Père.
Il est créé cardinal par le pape Urbain VIII lors du consistoire du 19 janvier 1626.